# Bactrurus hubrichti
Bactrurus hubrichti är en kräftdjursart som beskrevs av Robert Alan Shoemaker 1945. Bactrurus hubrichti ingår i släktet Bactrurus och familjen Crangonyctidae. Inga underarter finns listade i Catalogue of Life.